# Цыбенко, Елена Захаровна
Еле́на Заха́ровна Цыбенко (2 января 1923, Детское Село — 17 сентября 2011) — советский и российский литературовед-славист, доктор филологических наук, профессор.

## Биография
Родилась в семье военнослужащего. В 1945 году окончила русское отделение филологического факультета МГУ.
В 1945—1948 обучалась в аспирантуре на кафедре славянской филологии. Специализировалась по польской литературе, кандидатская диссертация была посвящена творчеству Болеслава Пруса. С 1948 года преподавала на филологическом факультете МГУ (с 1972 профессор). В 1969 году защитила докторскую диссертацию «Польский социальный роман 40—70-х годов XIX века». Под её руководством подготовлены более 20 кандидатских диссертаций.

## Основные работы
- Польский социальный роман 40—70-х годов XIX века. М., 1971. 358 с.
- Особенности польской и русской романтической прозы 30-х—40-х гг. XIX века. М., 1973. 50 с.
- Из истории польско-русских литературных связей XIX—XX вв. М., 1978. 280 с.
- Особенности развития романа-эпопеи в славянских литературах последних лет в контексте европейского романа. М., 1978. 22 с.
- Тургенев и польская литература (до 1917 г.). М., 1983. 62 с.